# Тимострат
Тимострат (стгрч. ΤιμόστρατοςΤιμόστρατος) био је старогрчки песник. 

## Биографија
Био је активан у раном другом веку пре нове ере. Његов син Аристон и унук Посес такође су били комични песници.
Натписи показују да је Тимострат био шести на Дионизији одржаној 188. пре нове ере са комедијом Откупљени човек (Λυτρούμενος) и заузео је четврто место на Дионизији одржаној 183. пре нове ере са Љубавником својих сродника (Φιλοικεῖος). Нејасно је да ли је он био аутор Узајамног добротвора (Ἀντευεργετῶν), са којим је освојио треће место на такмичењу 177. пре нове ере.
Поред тога, антички лексикографи преносе наслове још пет његових дела: The No-Hoper ( Ἄσωτος), Натурализовани грађанин (Δημοποίητος), Депозит ( Παρακαταθήκη), Пан (Πάν) и љубавник свог господара (Φιλοδέσποτος). 
Јован Стобеј (4.50.13) цитира два стиха из једног његовог дела, које говори о сукобу генерација.